# Madman
Madman – amerykański horror z podgatunku slasher z 1982 roku. Stylistyką i klimatem film zbliżony jest do Piątku, trzynastego. Madman był nominowany do nagrody Saturn jako najlepszy film niskobudżetowy.

## Treść filmu
Grupa młodych ludzi siedzi przy ognisku, nieopodal leśnego kempingu, opowiadając sobie mrożące krew w żyłach historie. Najbardziej poruszająca z nich snuje opowieść Martza, farmera mieszkającego przed laty w okolicach obozu, w którym nastolatkowie przebywają obecnie. Martz był skłóconym z życiem alkoholikiem, który pewnego dnia – sfrustrowany – zabił swoją żonę i dzieci przy pomocy siekiery. Okoliczni mieszkańcy, dowiedziawszy się o potwornej zbrodni, postanowili dokonać linczu na Martzie. Powiesili go na drzewie, a żeby doznał tego, co jego nieszczęsna rodzina – w głowę wbili mu narzędzie jego mordu... Mówi się, że jeśli by wypowiedzieć imię szaleńca, on zjawi się i pozbawi życia każdego, kto stanie na jego drodze. Jeden z lekkomyślnych młodzieńców wypowiada słowo „Martz”, co obfituje serią krwawych zbrodni...